# Джерело № 4 (Луг)
Джерело № 4 — гідрологічна пам'ятка природи місцевого значення. Об'єкт розташований на території Рахівського району Закарпатської області, с. Луг, ДП «Великобичківське ЛМГ», Лужанське лісництво, урочище «Банський», квартал 17, виділ 7.
Площа — 0,5 га, статус отриманий у 1984 році.